# Monastyr Trzech Świętych Hierarchów w Jassach
Monastyr Trzech Świętych Hierarchów (rum. Mănăstirea Sfinții Trei Ierarhi) – prawosławny męski klasztor w Jassach, w jurysdykcji metropolii Mołdawii i Bukowiny Rumuńskiego Kościoła Prawosławnego. Położony w historycznym centrum Jass, przy bulwarze Stefana Wielkiego. 

## Historia
Monaster został zbudowany w latach 1635–1639, z fundacji hospodara mołdawskiego Bazylego Lupu, zaś 6 maja 1639 został wyświęcony przez metropolitę mołdawskiego Warłaama. Nazwisko architekta jest nieznane.
W 1640 Bazyli Lupu utworzył przy klasztorze kolegium Trzech Świętych Hierarchów. Było ono zorganizowane na wzór Kolegium Mohylańskiego w Kijowie, następnie nazwane zostało Akademią Bazyliańską na cześć twórcy. Posługiwano się w niej językami greckim, cerkiewnosłowiańskim oraz rumuńskim. Przy klasztorze działała drukarnia, w której wydrukowano pierwsze w historii Mołdawii książki w języku rumuńskim. Wydano tu m.in. zbiór kazań metropolity Warłaama, jego traktat o siedmiu sakramentach oraz napisaną przez niego polemikę z katechizmem ewangelicko-reformowanym. Również w drukarni monasterskiej wydany został zbiór praw opracowany przez Bazylego Lupu. 
W 1641 do świątyni klasztornej wniesiono relikwie św. Paraskiewy, przekazane przez Patriarchat Konstantynopolitański jako podziękowanie za liczne dary przekazywane przez Bazylego Lupu. Znajdowały się one w monasterze do 1889, gdy zakończono budowę soboru katedralnego św. Paraskiewy, Spotkania Pańskiego i św. Jerzego położonego w niewielkiej odległości od kompleksu klasztornego. 
W 1642 w monasterze Trzech Świętych Hierarchów zebrał się sobór biskupów z różnych lokalnych Cerkwi prawosławnych, który zatwierdził prawosławne wyznanie wiary sformułowane przez metropolitę kijowskiego Piotra Mohyłę. 
Po krótkim czasie od założenia klasztor i szkoła przeszły w ręce mnichów greckich, przybyłych z Konstantynopola. Na początku XIX w. monaster Trzech Świętych Hierarchów był już nieczynny, a w cerkwi nabożeństwa odbywały się dwa razy w roku. W komunistycznej Rumunii świątynia pełniła funkcje muzeum. W 1990 obiekt zwrócono Rumuńskiemu Kościołowi Prawosławnemu, zaś w 1994 restytuowano monaster męski.
W latach 1882–1887 cerkiew monasterska została odnowiona pod kierunkiem francuskiego architekta André Lecomte'a du Noüy. Wzniesiono ją praktycznie od nowa, rozbierając i budując powtórnie wieże, absydę ołtarzową i kolumny, na których wspierała się budowla. Ponadto wykonano w tym czasie całkowicie nowe freski oraz ikonostas, odnowiono zewnętrzną dekorację rzeźbiarską. W 1904 odnowiony budynek został ponownie poświęcony. 
W 1997 na terenie klasztoru wzniesiono pomnik Mihaia Eminescu. 

## Architektura

### Cerkiew Trzech Świętych Hierarchów

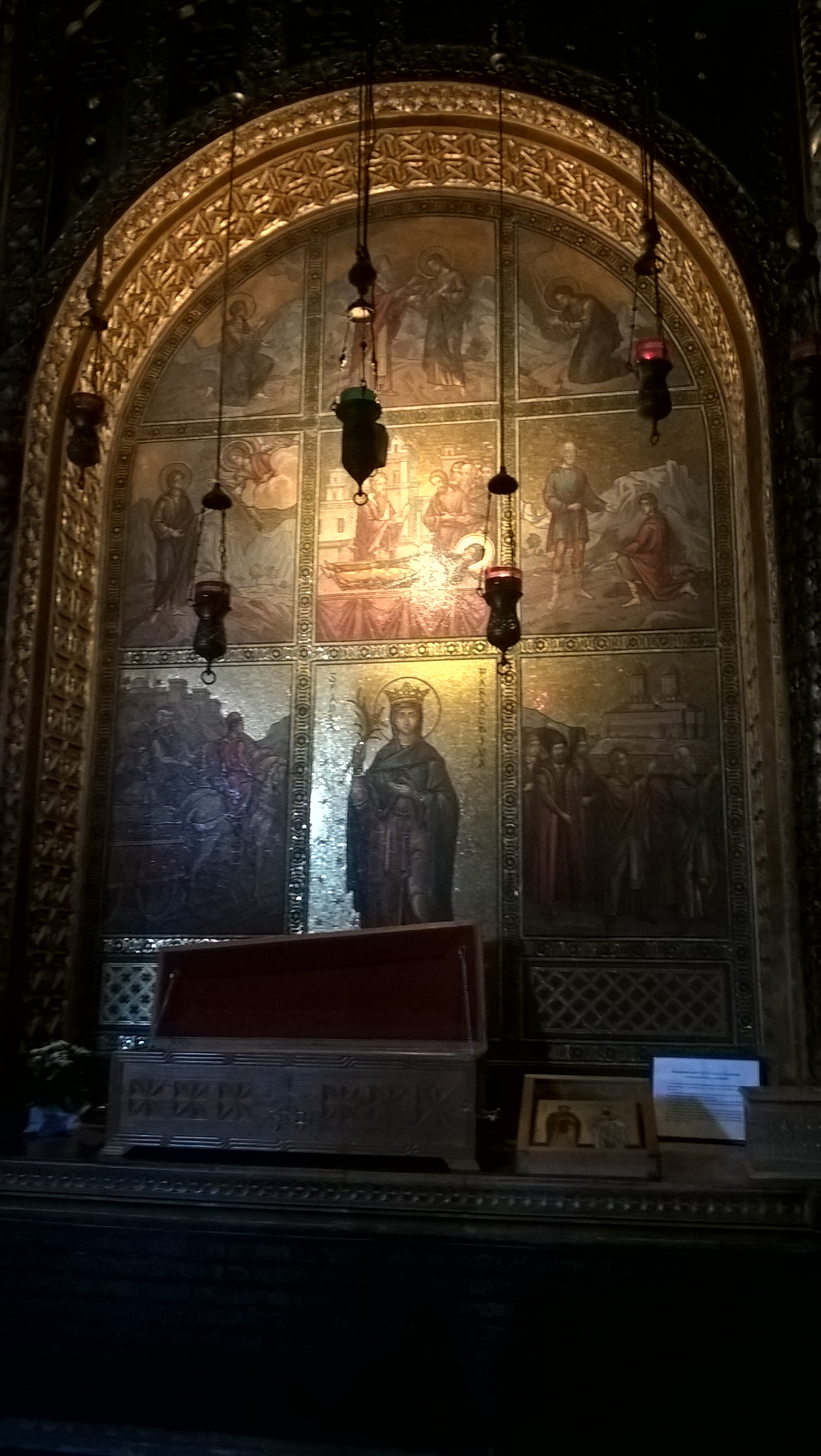
Mozaiki ze scenami z żywota św. Paraskiewy

Główna cerkiew klasztorna została wzniesiona w stylu typowym dla siedemnastowiecznej mołdawskiej architektury sakralnej, na planie trójkonchowym. Podzielona jest na przedsionek, przednawie, nawę i pomieszczenie ołtarzowe. Z zewnątrz wyróżnia się bogatą dekoracją rzeźbiarską, w której motywy typowo rumuńskie harmonijnie łączą się z orientalnymi (perskimi, tureckimi, arabskimi), kaukaskimi (gruzińskimi, ormiańskimi) oraz bizantyjskimi i ruskimi, a geometryczne z roślinnymi. Dekoracja rzeźbiarska ułożona jest w trzydzieści bogato zdobionych pasów otaczających całą budowlę. Mury cerkwi mają grubość metra. Nad przednawiem oraz nad nawą wznoszą się dwie wieże.  
Wejście do budynku prowadzi przez dwoje drzwi od strony północnej i południowej. Z przedsionka do przednawia prowadzi natomiast portal wykonany w stylu gotyckim i drzwi z brązu z postaciami Dwunastu Apostołów. Nad nimi znajduje się złocona mozaika z postaciami Trzech Świętych Hierarchów. Również pozostała część ściany oddzielającej przednawie i przedsionek dekorowana jest ozdobnym motywem ze złoconymi krzyżami. Przednawie było pierwotnie oddzielone od nawy kolejną ścianą, jednak podczas XIX-wiecznej restauracji zamieniono ją na dwa filary. W tej części świątyni, od strony północnej, w dwóch niszach pochowano fundatora monasteru i jego rodzinę. Po przeciwnej stronie znajdują się groby Dymitra Kantemira (szczątki sprowadzone w 1935) i Aleksandra Jana Cuzy.  
Ikonostas w cerkwi wykonany został z marmuru z Carrary, zaś ikony wykonano w technice mozaicznej, ze złoceniami i z użyciem drogich kamieni. Z pierwotnego XVII-wiecznego ikonostasu przetrwała jedynie ikona patronalna. Pierwszy kompleks fresków w cerkwi klasztornej wykonali malarze rosyjscy w latach 1641–1642; podczas XIX-wiecznej renowacji zastąpiono go freskami autorstwa twórców rumuńskich i francuskich. W nawie cerkiewnej, w niszy po prawej stronie znajdowały się relikwie św. Paraskiewy, umieszczone na tle mozaik z postacią świętej i scenami z jej życia. Po przeniesieniu relikwii do nowego soboru katedralnego w Jassach w miejscu tym umieszczono rakę z cząstką relikwii św. Bazylego Wielkiego.

### Monaster

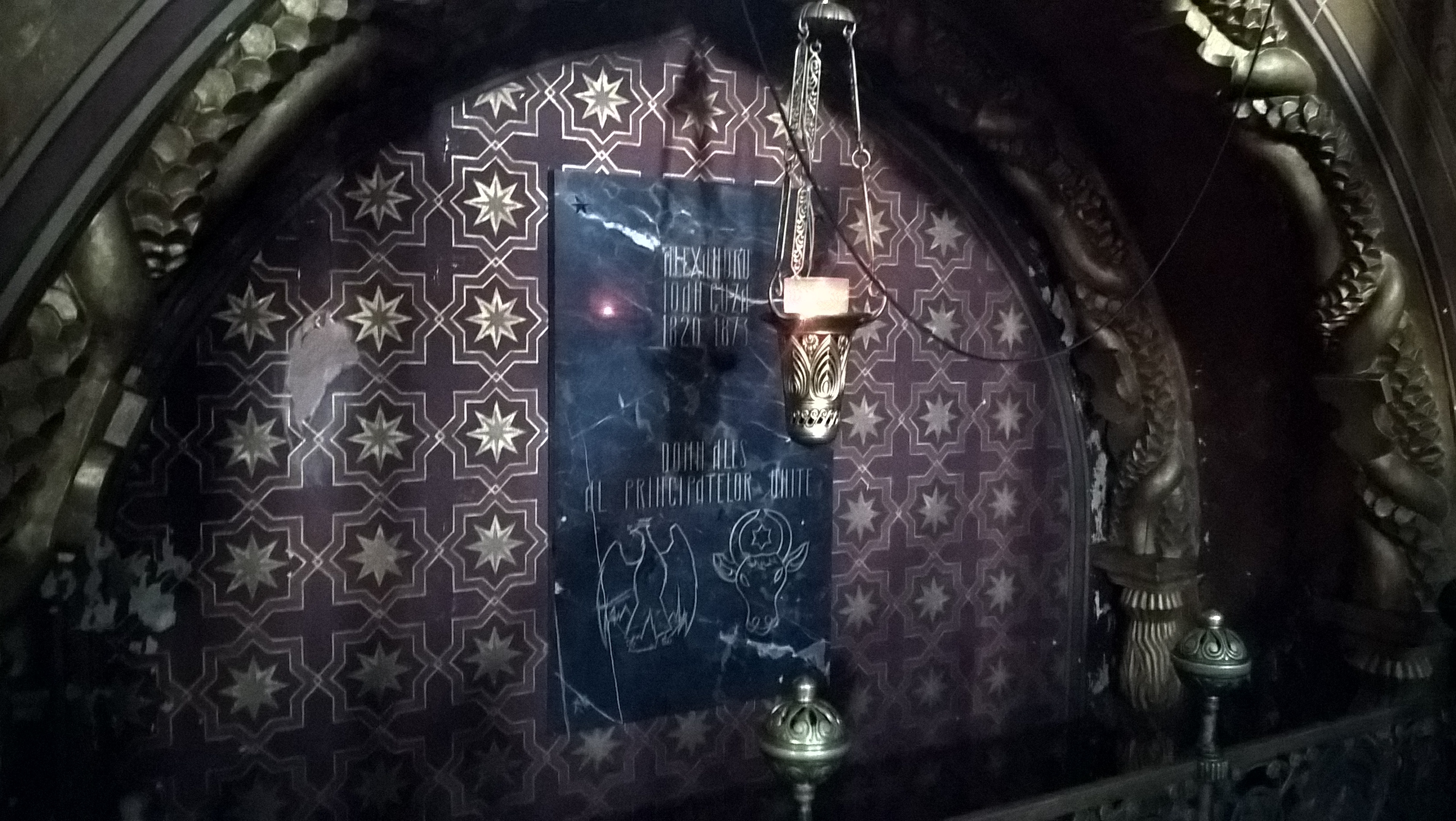
Nagrobek Aleksandra Jana Cuzy

Budynek monasterski sąsiaduje z cerkwią klasztorną od południa. W jego wnętrzu znajduje się obszerna Sala Gotycka, w której odbywał się sobór w 1642. Podobnie jak cerkiew, obiekt ten został w XIX w. odrestaurowany faktycznie od podstaw. Wtedy też wzniesiono neoromańską wieżę, przez którą prowadzi wejście do obiektu, z przeznaczeniem na dzwonnicę. Budynek posiada balkon wsparty na dwunastu cylindrycznych kolumnach. Obecnie budynek monasteru i szkoły mieści ekspozycję muzealną. Pomieszczenia przeznaczone dla przełożonego monasteru i mnichów znajdują się jedynie w zachodnim skrzydle budowli. W muzeum monasterskim eksponowane są szaty i utensylia liturgiczne oraz zachowane pozostałości XVII-wiecznych fresków zdobiących pierwotnie klasztorną cerkiew.
Na terenie klasztoru oprócz głównej cerkwi działa również mniejsza świątynia, której patronem jest św. Piotr Mohyła.